# Doctors
Doctors est un soap opera britannique créé par Chris Murray, et diffusé depuis le 26 mars 2000 en début d'après-midi sur BBC One. En 2010, il recueillait environ 3 millions de téléspectateurs quotidiens.
Ce feuilleton est inédit dans tous les pays francophones.

## Synopsis
Le feuilleton raconte la vie quotidienne des médecins et des patients d'un centre médical fictif, le Mill Health Centre.

## Distribution

### Réguliers
| Acteur                 | Personnage        | Années |
| Adrian Lewis Morgan    | Jimmi Clay        | 2005–  |
| Matthew Chambers       | Daniel Granger    | 2007–  |
| Jan Pearson            | Karen Hollins     | 2009–  |
| Elisabeth Dermot Walsh | Zara Carmichael   | 2009–  |
| Chris Walker           | Rob Hollins       | 2009–  |
| Dido Miles             | Emma Reid         | 2012–  |
| Sarah Moyle            | Valerie Pittman   | 2012–  |
| Ian Midlane            | Al Haskey         | 2012–  |
| Ashley Rice            | Sid Vere          | 2015–  |
| Bharti Patel           | Ruhma Carter      | 2015–  |
| Dex Lee                | Bear Sylvester    | 2019–  |
| Marie-France Alvarez   | Therese Cotillard | 2015   |

## Production
Depuis sa création, le feuilleton quotidien était diffusé du lundi au vendredi, prenant une pause qu'à Noël et Pâques. Lors de la pandémie de Covid-19 au Royaume-Uni forçant l'arrêt de la production, un épisode a été tourné en visioconférence à partir des domiciles respectifs de la distribution principale, et diffusé en juin 2020. La production reprend en août et la diffusion recommence en novembre, au rythme de quatre épisodes par semaine. Les épisodes sont tournés dans un Univers où la pandémie est chose du passé. Le rythme de cinq épisodes par semaine est rétabli en septembre 2022.
Le 18 octobre 2023, la BBC annonce mettre fin à la série, citant l'impact de l'inflation dans les coûts de production, ainsi que les coûts pour le déménagement du site de production requis pour poursuivre le tournage. Le dernier épisode est prévu pour décembre 2024.